# أيلين بيرنال
أيلين بيرنال (بالإسبانية: Aileen Bernal)‏ هي متسابقة ملكة الجمال وعارضة بنمية، ولدت في 19 أغسطس 1994 في La Villa de los Santos ‏ في بنما.